# Sherkot
Sherkot é uma cidade  no distrito de Bijnor, no estado indiano de Uttar Pradesh.

## Geografia
Sherkot está localizada a 29° 21′ N, 78° 35′ L. Tem uma altitude média de 203 metros (666 pés).

## Demografia
Segundo o censo de 2001, Sherkot tinha uma população de 52,870 habitantes. Os indivíduos do sexo masculino constituem 53% da população e os do sexo feminino 47%. Sherkot tem uma taxa de literacia de 47%, inferior à média nacional de 59.5%: a literacia no sexo masculino é de 52% e no sexo feminino é de 41%. Em Sherkot, 18% da população está abaixo dos 6 anos de idade.